# 鈴木弘子 (アメリカンフットボール)
鈴木 弘子（すずき ひろこ、1964年9月28日 - ）は、女子アメリカンフットボール選手。
愛称はBetty（ベティ）。ポジションはオフェンシブライン（OL）のセンター（C）。173cm・65kg（2013年時）。
2013年に所属したチームは、ロサンゼルスのパシフィック・ウォリアーズで、2016年から選手兼チーム・オーナーに就任した。
2019年12月、米女子アメフトの殿堂入りを果たし、引退を表明。

## 来歴
東京・浅草出身。高校時代はアーティスティックスイミングの選手として活躍していた。共立女子短期大学卒業。
スポーツクラブのインストラクターをしていた1995年、日本の女子社会人アメフトチーム「レディコング」に入る（自身がチームのオーナーを務めた時期もあった）。
2000年、単身渡米し入団テストを経て、日本女子のプロ選手第1号となった。2012年シーズンはWFA「サンディエゴ・サージ」に在籍し、全米制覇も経験した。
2013年2月、第2回女子世界選手権（同年6月28日〜7月6日・ フィンランド）の米国代表（45人）に選ばれた。大会前までには米国籍を取得する予定で、出場すれば日本人初となるものだった。しかし、大会参加断念に至ったことが6月4日、自身のフェイスブックで明らかになった。代表統括団体の「USAフットボール」が、米国代表としてプレーするために必要な市民権取得に、非協力的だったという本人談もある。
2016年に、所属するパシフィック・ウォリアーズで選手兼チーム・オーナーに就任。3年計画で2018年にはチームを決勝に導いた。2019年のチーム解散後は、新リーグWNFCのサンディエゴ・レバリオンに選手として移籍した。オーナーだった3年間について「一番大変だったのは人間関係。50人近い選手を纏めて行くのは本当に大変で、ストレスでしかなかった」と振り返り、「選手に専念出来る」現在については「ストレスがまったくないので、練習が楽しくて、開幕が待ち遠しい」と語った。
2019年末、女子アメフトの殿堂入りを機に、54歳で引退を決意。現役の幕引きについて「引退する理由が出来た」「殿堂入りで私のアメフト人生を終われるのは本当に幸せ」と述べた。12月6日、ネバダ州のラスベガスで行われた記念式典では、アメリカでプレーした20年間を振り返り、感謝の言葉を口にすると、式典の会場にいた全ての人が立ち上がり、表彰された列席者の中で唯一スタンディングオベーションが起きて讃えられた。

## 所属チーム
日本
- レディコング（95-00年）

 アメリカ合衆国
- デイトナビーチ・バラクーダス（00年）
- アリゾナ・カリエンテ（01-02年）
- フィラデルフィア・フェニックス（03春）
- ロングビーチ・アフターショック（03秋、04年）
- ソーカル・スコーピオンズ（05年）
- アンティロープバレー・アタック（06年）
- オールバレー・アタック（07春）
- LA・アマゾンズ（07秋）
- カリフォルニア・クエイク（09-11年）
- サンディエゴ・サージ（12年）
- パシフィック・ウォリアーズ（13-19年）
- サンディエゴ・レバリオン（WNFC）（19年）

## メディア出演
- 地球アゴラ（2013年4月7日、NHK）[23]
- ノンフィクションW（2013年7月26日、WOWOW）[24]
- 1億人の大質問!?笑ってコラえて!（2013年10月23日、日本テレビ）[25]
- Crossroad（2014年8月9日、テレビ東京）[26]
- 激レアさんを連れてきた。（2018年12月3日、テレビ朝日）[27]